# Dan Resin
Dan Resin (22 de febrero de 1931 - 31 de julio de 2010) fue un actor estadounidense.

## Primeros años
Resin nació en South Bend, Indiana. Tenía tres años cuando sus padres se divorciaron. Resin conoció a su futura esposa en séptimo grado. Se graduó de la Universidad de Indiana en 1954. Mientras estaba en la Universidad de Indiana, Resin se convirtió en miembro del Capítulo Alpha Iota de la Fraternidad Theta Chi. Poco después de graduarse, fue reclutado por el ejército, donde sirvió en Fort Monmouth, Nueva Jersey. Después de su alta, terminó la universidad en la Universidad de Columbia en la ciudad de Nueva York.
Trabajó en una variedad de trabajos, desde cantante hasta maestro de ceremonias en el Roxy Theatre y, más tarde, en el Radio City Music Hall.

## Carrera
Dan interpretó muchos papeles en Broadway, como Freddie Eynsford-Hill en My Fair Lady (1956). Resin apareció en la producción original off-Broadway de Once Upon a Mattress y continuó con el show cuando se mudó exitosamente a Broadway. Sus producciones teatrales incluyen Don't Drink the Water, On a Clear Day You Can See Forever, Fade Out-Fade In y Young Abe Lincoln.
Resin es más famoso por su papel como el Dr. Beeper en la película de comedia Caddyshack (1980). Sus otros papeles cinematográficos incluyeron Wise Guys, The Sunshine Boys, The Private Files of J. Edgar Hoover, The Happy Hooker (1975) y otras películas. Resin interpretó el papel de un joven Richard Nixon en la película de parodia de 1972, Richard.
Su carrera televisiva incluyó un programa de CBS, On Our Own; la telenovela The Edge of Night; Lovers and Friends; David Frost Review; y el programa de NBC, Go USA. Hizo apariciones en el programa infantil Captain Kangaroo y apareció en la comedia sindicada de 1978 Madhouse Brigade.
Es posible que el público recuerde mejor a Resin por sus papeles en comerciales de televisión, como el del elegante hombre Ty-D-Bol.
En las décadas de 1970 y 1980, hacía entre dos y tres comerciales por semana. Durante un Super Bowl televisado, tuvo dos comerciales protagonizados uno tras otro, una hazaña no igualada por ningún actor.
Otros papeles actorales incluyen Music Box, The Man with One Red Shoe, Deadhead Miles, If Ever I See You Again, Remember WENN, Judith Krantz's Till We Meet Again, That's Adequate, Soggy Bottom USA, God Told Me To, Crazy Joe, Hail y New York Undercover.
Tras un semirretiro de la actuación, pasó a ser ministro extraordinario de la Sagrada Comunión.

## Vida personal
Resin y su esposa, Margaret, vivieron en Union City, Nueva Jersey, antes de mudarse a Weehawken y, finalmente, a Secaucus. Él y su esposa tuvieron tres hijas, Elizabeth, Maryanne y Alexandra.
Resin murió por complicaciones con la enfermedad de Parkinson el 31 de julio de 2010, a la edad de 79 años. Le sobrevivieron su esposa durante 55 años, Margaret, y sus hijas.

## Filmografía
| Año  | Título                               | Papel                                               | Notas         |
| ---- | ------------------------------------ | --------------------------------------------------- | ------------- |
| 1975 | Hail                                 | El Presidente                                       |               |
| 1972 | Richard                              | Joven Richard                                       |               |
| 1973 | Deadhead Miles                       | Brickyard Foreman                                   |               |
| 1974 | Crazy Joe                            | Agente del FBI                                      | Sin acreditar |
| 1975 | The Happy Hooker                     | El senador con Chris                                |               |
| 1975 | La pareja chiflada                   | Sr. Ferranti, Director de Casa del Fondo de Actores |               |
| 1976 | God Told Me To                       | Ejecutivo de Wall Street                            |               |
| 1977 | The Private Files of J. Edgar Hoover | Asesor del presidente                               |               |
| 1977 | For Liberty and Union                | John Carlile                                        |               |
| 1978 | If Ever I See You Again              | Supervisor de Cuenta                                |               |
| 1980 | Caddyshack                           | Dr. Beeper                                          |               |
| 1981 | Soggy Bottom USA                     | Rogers                                              |               |
| 1985 | The Man With One Red Shoe            | Hombre en coche                                     |               |
| 1986 | Wise Guys                            | Maitre d'                                           |               |
| 1989 | That's Adequate                      | Doctor                                              |               |